# Cratere Dawson
Dawson è un cratere lunare di 44,32 km situato nella parte sud-orientale della faccia nascosta della Luna.
Questa formazione fa parte di un gruppo di crateri parzialmente sovrapposti: il margine sudorientale si sovrappone al bordo del cratere Alekhin, a nord-ovest copre parzialmente il cratere satellite Dawson V, ed a nord-est Dawson D, di dimensioni analoghe a Dawson. A sud si trova l'ampio cratere Zeeman, a ovest si incontra Crommelin, mentre a nord vi è il cratere Fizeau.
Dawson è un cratere relativamente recente che giace tra altri più antichi e fortemente erosi. Il bordo è quasi circolare, con distorsioni minori dovute alle sovrapposizioni con i margini dei crateri vicini, in particolare è leggermente appiattito a ovest, in corrispondenza del cratere Dawson V. In generale vi sono limitate evidenze di erosione, mentre si notano due piccoli impatti, uno sul margine nord-ovest ed uno appena all'interno del bordo nordorientale. L'interno è irregolare, con tracce di terrazzamenti lungo i bordi interni.
Il cratere è dedicato all'astronomo argentino Bernhard H. Dawson.

## Crateri correlati
Alcuni crateri minori situati in prossimità di Dawson sono convenzionalmente identificati, sulle mappe lunari, attraverso una lettera associata al nome.
| Dawson | Coordinate             | Diametro (in km) |
| ------ | ---------------------- | ---------------- |
| D      | 66°18′36″S 132°11′24″W | 39,21            |
| V      | 66°18′00″S 137°43′48″W | 59,57            |